# ستيف سكوت (مقدم تلفزيوني)
ستيف سكوت (بالإنجليزية: Steve Scott)‏ هو صحفي ومقدم تلفزيوني بريطاني، ولد في 25 سبتمبر 1961 في برستل في المملكة المتحدة.

## وصلات خارجية
- ستيف سكوت على موقع IMDb (الإنجليزية)
- ستيف سكوت على موقع قاعدة بيانات الفيلم (الإنجليزية)